# Чартер Оук (Ајова)
Чартер Оук (енгл. Charter Oak) град је у америчкој савезној држави Ајова. По попису становништва из 2010. у њему је живело 502 становника.

## Демографија
Према попису становништва из 2010. у граду је живело 502 становника, што је -28 (-5.3%) становника више него 2000. године.
| Група             | 2000.       | 2010.       |
| Белци             | 527 (99,4%) | 456 (90,8%) |
| Афроамериканци    | 0 (0,0%)    | 3 (0,6%)    |
| Азијати           | 2 (0,4%)    | 7 (1,4%)    |
| Хиспаноамериканци | 1 (0,2%)    | 36 (7,2%)   |
| Укупно            | 530         | 502         |